# アレクサンダー・シュモレル

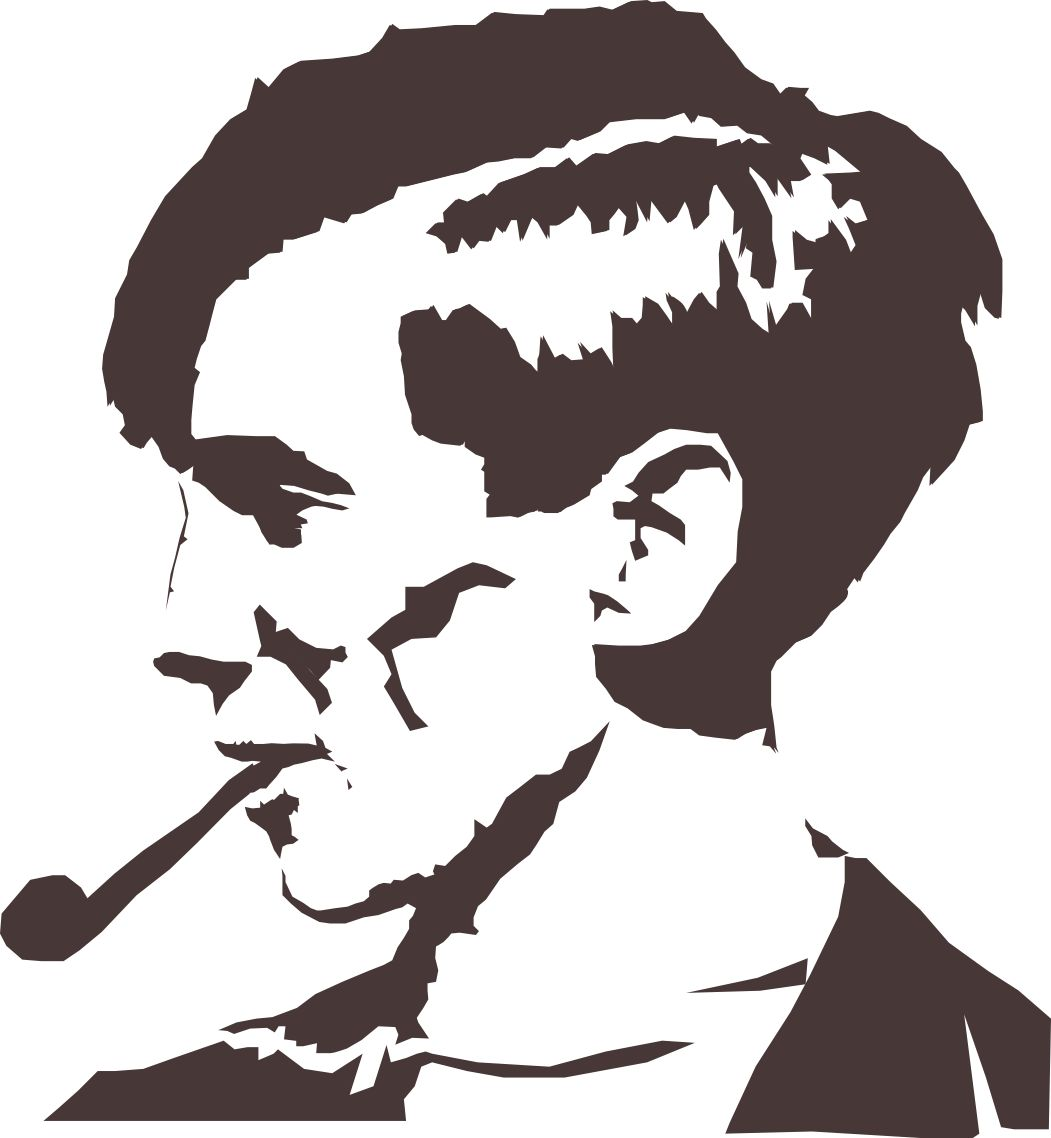
アレクサンダー・シュモレル

アレクサンダー・シュモレル（Alexander Schmorell, 1917年11月16日-1943年7月13日）は、白バラ抵抗運動のメンバーの一人。ビラの配布の手段を通してナチス・ドイツに抵抗するも国家反逆罪により、民族裁判所で死刑判決を受け、処刑された。

## 生涯
1917年、ロシアのオレンブルクで、ドイツ人の父とロシア人の母の子として、生まれる。母は、1920年にチフスで死亡する。なお、アレクサンダー自身、ロシア正教会で洗礼を受けている。1921年に、父はドイツ人女性と再婚し、一家はミュンヘンに移る。ロシア語とドイツ語のバイリンガルとして育つ
大学入学資格取得の後、勤労奉仕に参加することとなる。1937年11月に、ドイツ国防軍に参加する。オーストリア併合や、チェコスロバキア進軍に、兵士として従軍することとなる。1939年に、ハンブルク大学医学部に入学する。1940年秋、ミュンヘンに戻る。そこで、白バラ抵抗運動のメンバーであるハンス・ショルやヴィリー・グラーフらと知り合うこととなる。『白いバラ』の反ナチスのリーフレットを作成する。二番目の『白いバラ』のリーフレットは、ホロコーストのことを取り上げている。1942年6月、ハンス・ショルと共に、衛生兵として東部戦線に従軍する。ロシアにおけるドイツ占領軍の行為に辟易するようになる。1942年9月からの新学期に、ミュンヘンに戻る。1942年11月、クルト・フーバー教授と協力することとなる。1943年、クルト・フーバー教授も交えて、『白いバラ』の五番目のリーフレット『全ドイツ人へのアピール』(Aufruf an alle Deutschen)を製作する。また、ミュンヘンの壁に、『ヒトラー打倒』(Nieder mit Hitler)や『自由』(Freiheit)を、ペンキで書いたりする。
1943年2月18日、『白いバラ』の同志のハンス・ショル、ゾフィー・ショル、クリストフ・プロープストが逮捕されるが、その時点でシュモレルはスイスに亡命しようとするものの、2月24日に防空壕で逮捕される。2月22日に先に逮捕された仲間３人が処刑されるが、シュモレルに対しても、4月19日に『人民法廷』で、フーバー教授と共に『国家に対する反逆と利敵行為の罪』で死刑の判決が下りる。7月13日、シュターデルハイム刑務所にてギロチンで処刑される。